# Бистањо
Бистањо (итал. Bistagno) је насеље у Италији у округу Алесандрија, региону Пијемонт.
Према процени из 2011. у насељу је живело 1281 становника. Насеље се налази на надморској висини од 178 м.

## Становништво
| 1931. | 1936. | 1951. | 1961. | 1971. | 1981. | 1991. | 2001. | 2011. |
| ----- | ----- | ----- | ----- | ----- | ----- | ----- | ----- | ----- |
| 2.833 | 2.693 | 2.380 | 2.147 | 2.099 | 1.809 | 1.737 | 1.733 | 1.930 |